# 越南奧林匹克委員會 (越南共和國)
越南奧林匹克委員會（越南语：／；英語：Vietnam Olympic Committee），為越南國和越南共和國的國家奧林匹克委員會，曾是國際奧林匹克委員會認可的國家奧林匹克委員會成員之一，總部位於越南共和國西貢市，1975年4月30日西貢淪陷後解散。

## 歷任主席
| 姓名（中文） | 姓名（越南文） | 任期            | 備註 |
| ------------ | -------------- | --------------- | ---- |
| 阮福望       | [ 8 ]          | 1951年－197？年 |      |
| 丁文玉       | [ 4 ] [ 5 ]    | 197？年－1975年 | 末任 |